# Růženín
Růženín je průsvitná až průhledná odrůda křemene s růžovou barvou. Obvykle netvoří krystaly (pokud ano, tak jejich délka nepřesahuje 1 cm), vyskytuje se v podobě masivních agregátů. Růžové zbarvení dotváří stopy manganu a mléčný vzhled jehličkovité inkluze rutilu.

## Vzhled
Růžový nebo broskvově zbarvený křemen se nazývá růženín a je používán hlavně pro svou ozdobnou řezbu. Jeho barva je způsobena přítomností malého množství manganu. Při zahřátí na 575 °C zbarvení mizí, také na vzduchu po delší době zšedne. Krystaly růženínu jsou velmi vzácné; obvykle se nachází v podobě celistvých kusů, které mohou být řezány nebo broušeny ve tvaru čočkovce nebo jako korále. Průhledný materiál je vzácný; růženín je obvykle zakalený nebo popraskaný, zčásti proto, že je křehký. Uzavřeniny rutilu v růženínu mohou vytvořit asterický efekt, je-li kámen vybroušen ve tvaru čočkovce.

## Naleziště
Růženín se vyskytuje v pegmatitech. Nejlepší materiál je z Madagaskaru, větší množství však produkuje Brazílie. Další naleziště jsou ve Skotsku, v Jižní Africe, Indii, v zemích bývalého Sovětského svazu, v Coloradu (USA) a ve Španělsku.

### Naleziště vČesku
Velmi pěkné růženíny se však vyskytují i v Česku. Jedním z našich významných nalezišť přírodních surových růženínů je Vysočina, především okolí zaniklého živcového dolu Hatě u obce Dolní Bory. Další krásné ukázky tohoto minerálu se našly v okolí vesnic jako jsou – Bobrůvka, Suky, Laštovičky, Rousměrov, Kněževes, Sklené nad Oslavou a další jim blízké vesnice.

## Vznik
Růženín by podle některých hypotéz mohl být šokovým minerálem, tj. minerálem přeměněným při dopadu meteoritu. Růženín je velmi často protkán bílými lamelami, které mohou představovat nahloučení dutin po ultrazvukové kavitaci. Dané růženíny lze nalézt v Českém masivu, k jehož vzniku se pojí impaktní hypotéza Českého kráteru. Barva růženínů je jinak obecněji přisuzována stopovému množství titanu, železa nebo manganu. V růženínech byla objevena vlákna nerostu, který má blízko k dumortieritu.

## Litoterapeutické a léčebné účinky
Podle litoterapeutických příruček a různých esoterických internetových stránek růženín údajně podporuje lásku a něžnost a pomáhá při nesmělosti. Dále se uvádí, že rozvíjí duševní tvořivost a oživuje fantazii, pomáhá při neurózách a stavech úzkosti.